# Плахта, Яцек
Яцек Плахта (пол. Jacek Płachta; род. 18 мая 1969, Хожув, Польша) — польский хоккеист и тренер, главный тренер клуба Оберлиги Норд «Крокодилес» из Гамбурга. Игрок сборной Польши по хоккею с шайбой. Отец игрока сборной Германии по хоккею Маттиаса Плахты.

## Биография
Родился в городе Хожув в 1969 году. С 1986 по 1990 год выступал в чемпионате Польши по хоккею с шайбой за ГКС Катовице. В 1990 году стал игроком команды немецкой высшей лиги «Фрайбург». С 1990 по 2007 год принял участие в 17 розыгрышах высшей лиги Германии по хоккею с шайбой, выступал за команды «Фрайбург», «Ландсхут», «Ревирлёвен Оберхаузен», «Швеннингер Уайлд Уингз», «Нюрнберг Айс Тайгерс», «Гамбург Фризерс», получил немецкое гражданство. В сезоне 2007/08 выступал во второй лиге за «Кассель Хаскис», в сезоне 2008/09 сыграл 3 матча за команду в высшей лиге, после чего завершил карьеру. Всего в высшей лиге Германии в регулярном сезоне сыграл 754 матча, забросил 194 шайбы и отдал 245 голевых передач. В плей-офф в 110 матчах забросил 27 шайб и отдал 29 голевых передач.
Выступал за юниорскую и молодёжную сборные Польши. В 1990 году дебютировал в группе В чемпионата мира по хоккею с шайбой. Всего принял участие в 9 розыгрышах второго по силе дивизиона чемпионата мира. В 2002 году сыграл в основном турнире за сборную Польши, в 6 матчах забросил 1 шайбу и отдал 4 голевые передачи. Участвовал в квалификационном турнире на Олимпийские игры в Турине, где поляки заняли последнее место в своей группе.
В 2010 году возглавил польскую команду ГКС Катовице, выступавшую во второй лиге. В сезоне 2011/12 возглавлял команды высшей лиги Польши «Тыхы». В сезоне 2012/13 вновь руководил ГКС, в следующем сезоне — главный тренер КТХ Криница-Здруй. С 2012 по 2014 год был помощником главного тренера сборной Польши. В 2014 году стал ее главным тренером. Сборную возглавлял на протяжении 3 лет. Покинул команду в 2017 году. В сезоне 2016/17 также одновременно со сборной возглавлял ГКС. В 2017 году вошел в тренерский штаб клуба немецкой второй лиги «Айспиратен Криммичау», с мая 2018 года тренирует гамбургский клуб «Крокодилес» из Оберлиги Норд.